# هاپلوتیپ
در ژنتیک یک هاپلوتیپ (به انگلیسی: haplotype) عبارت است از ترکیبی از ژن‌های هم‌ردیف (الل‌ها alleles) در مکان‌های مختلف (loci) روی کروموزوم که همراه با هم منتقل می‌شوند. یک هاپلوتیپ ممکن است شامل یک مکان، چندین مکان، یا یک کروموزوم کامل باشد که وابسته به تعداد بازآرایی‌ها (recombination) که بین مجموعه‌ای از مکان‌ها (loci) رخ می‌دهد، است.

به عبارت دیگر، هاپلوتیپ یک مجموعه از چند شکلی‌های تک نوکلئوتیدی (اسنیپ‌ها) روی یک کروموزوم از جفت کروموزومی، که به صورت آماری هم‌بسته هستند، است. به نظر می‌رسد با استفاده از این هم‌بستگی‌ها و شناسایی تعداد کمی از الل‌های یک بلوک هاپلوتیپی، می‌توان به صورت بدون ابهام همه مکان‌های چند شکلی را در آن ناحیه خاص تشخیص داد. چنین اطلاعاتی در تحقیق برای عوامل ژنتیکی بیماری‌های شایع بسیار ارزشمند هستند، و در پروژه بین‌المللی HapMap برای انسان‌ها مورد تحقیق قرار گرفته‌اند.

## دقت هاپلوتیپ
ژنوتیپ یک موجود زنده ممکن است دقیقاً هاپلوتیپ آن را بیان نکند. به عنوان مثال یک موجود زنده دیپلوئیدی و دو مکان دو اللی روی یک کروموزوم مثل چند شکلی‌های تک نوکلئوتیدی (اسنیپ‌ها) را در نظر بگیرید. اولین مکان دارای الل‌های A و T با سه ژنوتیپ AA، AT و TT، و دومین مکان دارای الل‌های G و C با سه ژنوتیپ GG، GC و CC می‌باشند. بنابراین یک فرد می‌تواند ۹ ترکیب متفاوت از این الل‌ها را در این دو مکان داشته باشد. جدول زیر این ترکیب‌ها را نشان می‌دهد. برای افرادی که در یک یا دو مکان هموزیگوت هستند، هاپلوتیپ‌ها واضح اند اما وقتی فرد در هر دو مکان هتروزیگوت باشد، فاز سلول جنسی دارای ابهام است.

|    | AA    | AT             | TT    |
| -- | ----- | -------------- | ----- |
| GG | AG AG | AG TG          | TG TG |
| GC | AG AC | AG TC یا AC TG | TG TC |
| CC | AC AC | AC TC          | TC TC |

تنها روش واضح برای رفع ابهام فاز استفاده از توالی‌یابی است. هرچند، هنگامی که فاز دارای ابهام باشد، می‌توان احتمال یک هاپلوتیپ خاص را با استفاده از نمونه‌ای از افراد تخمین زد.

هنگامی که ژنوتیپ تعدادی از افراد را داریم، می‌توانیم هاپلوتیپ‌ها را با استفاده از روش‌های تحلیل هاپلوتیپ‌ها (haplotype resolution) یا مرحله‌بندی هاپلوتیپ‌ها (haplotype phasing) به دست بیاوریم. این روش‌ها با استفاده از این مشاهده که وجود هاپلوتیپ‌های خاصی در مکان‌های خاصی از ژنوم رایج است کار می‌کنند. بنابراین، هنگامی که مجموعه‌ای از تحلیل‌های متفاوت را برای هاپلوتیپ‌ها داریم، این روش‌ها آن‌هایی را انتخاب می‌کنند که در کل از هاپلوتیپ‌های متفاوت کمتری استفاده می‌کنند. مشخصه‌های این روش‌ها متفاوت است. بعضی بر پایه روش‌های ترکیبیاتی هستند (مثل پارسیمونی) در حالی که بقیه از توابع درست‌نمایی استفاده می‌کنند که بر پایه مدل‌ها و فرضیات متفاوتی می‌تواند باشد. مثل اصل Hardy-Weinberg، مدل نظریه coalescent، یا perfect phylogeny. این مدل‌ها با الگوریتم‌های بهینه سازی مثل الگوریتم ماکزیمم سازی مقدار مورد انتظار (expectation-maximization)، زنجیره مارکوف مونت کارلو (MCMC) و مدل‌های مارکوف پنهان ترکیب می‌شوند.